# عقل در اسلام
عقل از دیدگاه اسلام به اندیشه‌هایی گفته می‌شود که هیچ گونه تعارضی با سنت‌ها و قوانین حاکم بر جهان نداشته باشد. با توجه به گستره اندیشه و همسو یا متعارض بودن آن با نظامات عالم، عقل دارای هفتاد و پنج لشکر همسو و هفتاد و پنج لشکر غیر همسو (متعارض) می‌باشد. این به اصطلاح لشکریان عقل و جهل در کتاب اصول کافی به تفضیل آمده‌اند. همچنین در قرآن و احادیث امامان شیعه بر اهمیت خرد و عقل تأکید بسیاری شده است.